# SS-Totenkopfverbände

Insigne de la 3e Panzerdivision SS Totenkopf.

Les SS-Totenkopfverbände (en abrégé, SS-TV) (formations à tête de mort) étaient des unités SS chargées de la gestion des camps de concentration et des centres d'extermination de l'Allemagne nazie avant et pendant la Seconde Guerre mondiale.
Les Totenkopfverbände étaient une des composantes de la Schutzstaffel (milice paramilitaire et idéologique du régime nazi), avec la Waffen-SS et l'Allgemeine SS.
Cette branche de la SS disposait de centres de formation indépendants (notamment à Dachau), de grades légèrement différents[réf. nécessaire] des autres branches et d'uniformes différents (notamment le sigle SS sur le col des uniformes était remplacé par une tête de mort). Les SS-TV ont été les principaux exécutants du génocide nazi. Il existait cependant un phénomène de rotation entre les membres de la SS-TV et les autres branches de la SS, le meilleur exemple étant la création de la 3e Panzerdivision SS Totenkopf, de sorte qu'il ne faut pas imaginer la SS-TV comme une branche totalement séparée du reste de la SS.

## Historique
Dès janvier 1933, les hommes de la SS sont sélectionnés sous le commandement du SS-Sturmbannführer Hilmar Wäckerle pour exercer la surveillance des camps de concentration. L'origine des unités Totenkopf, ce personnel de la SS dévolu à la supervision des camps de concentration, remonte à l'automne 1934, lorsque Theodor Eicke soustrait les gardes SS du camp de Dachau de l'organisation commune de la SS ( Allgemeine SS ), et les rattache aux unités Totenkopf. Selon lui, il s'agissait d'une « SS dans la SS ». 
Les SS-Wachverbände obtiennent dès 1933 le titre de Totenkopf-SS (la raison en est qu'à l'origine seuls leur uniforme et la tête de mort sur leur casquette laissaient voir qu'ils appartenaient à la SS). Ils sont connus pour leur brutalité, leur mystère[pas clair] et leur fidélité envers leur commandant de camp. En 1934, l'unité Totenkopf, le Wachsturmbann Oberbayern, soutient la Leibstandarte-SS-Adolf Hitler pendant la nuit des Longs Couteaux.
La même année, Theodor Eicke se voit confier l'ensemble des camps de concentration qu'il voulait organiser selon le modèle de Dachau. Eicke et ses hommes sont alors responsables de la formation armée des SS. C'est ainsi qu'a véritablement commencé l'histoire des SS-Wachverbände. Lorsqu'en 1935/1936, la Verfügungstruppe vêtue d'un uniforme gris est censée revêtir l'uniforme feldgrau de l'armée allemande, Eicke met en place un uniforme brun pour les hommes de la Totenkopf-SS, comme celui des SA-Wehrmannschaften.
Le 29 mars 1936, les hommes de Eicke reçoivent officiellement le nom de SS-Totenkopf-Wachverbände (abrégé en SS-Totenkopfverbände). Theodor Eicke forme alors avec le personnel de surveillance des camps une SS-Sturmbann autonome et il le fait de telle sorte qu'elle échappe au contrôle des dirigeants de la SS. Aussi longtemps que Himmler savait qu'Eicke était de son côté, ce dernier pouvait faire ce qu'il désirait dans les camps. Les Totenkopfverbände passaient en général pour l'armée privée de Himmler puisqu'elles n'étaient responsables qu'envers lui.
Hitler souscrit en juin 1935 au plan d'Himmler qui consiste à transformer ces gardiens en unités militaires mobilisables en cas de guerre. Ces unités sont présentées au public pour la première fois lors du 7e congrès de Nuremberg , dit « de la Liberté », en septembre 1935.

Leur effectif s'accroît d'environ 1 000 à 3 245 hommes en 1936, et atteint 11 147 membres en mars 1939. Ces troupes sont particulièrement jeunes, la moyenne d'âge s'élève après 1936 à 22 ans. Alors que l'entrée dans les unités Totenkopf n'exonère pas du service militaire, que la durée d'engagement — d'abord de quatre, puis de douze années — est lourde, et la solde faible, ses membres sont principalement issus d'une jeunesse fanatisée, passée par les jeunesses hitlériennes, et comptent un grand nombre de membres du parti. La pression que fait peser Eicke sur ces jeunes recrues est considérable : si les unités Totenkopf ne représentent que 2 % des effectifs de la SS en 1937, le taux de suicide des hommes de la division atteint 11 % du total des suicides au sein de la SS.

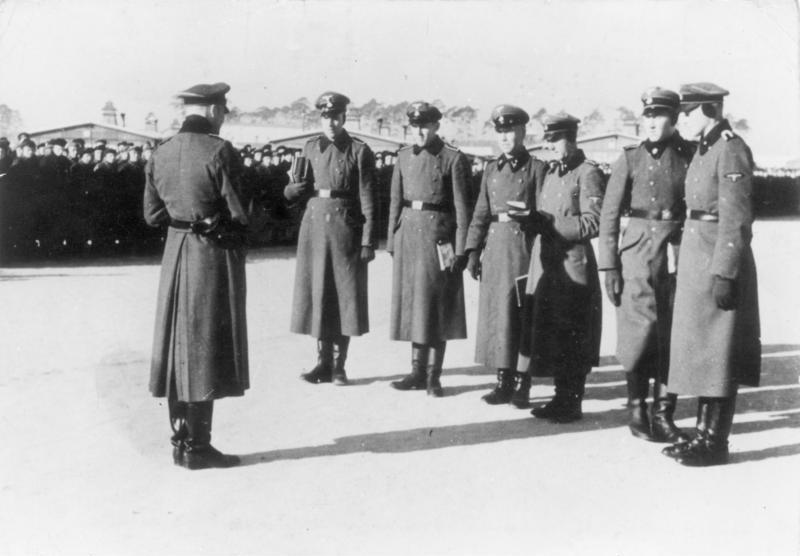
SS-Unterscharführer (Blockführer en grade SS-TV) au Camp de concentration de Sachsenhausen en 1936

En avril 1937, Eicke regroupe les cinq Sturmbanne en trois "SS-Totenkopfstandarten". Il a alors le contrôle sur plus de 3 500 hommes. Les hommes en place à Dachau forment alors le 1er SS-Totenkopfstandarte "Oberbayern", ceux de Sachsenhausen le 2e SS-Totenkopfstandarte "Brandenburg" et ceux de Buchenwald le 3e SS-Totenkopfstandarte "Thüringen". Une école de SS-Unterführer est fondée dans le camp de Dachau tandis qu'une "Inspection des SS-Wachverbände" est installée à Oranienburg. Ceux qui sont en service actif dans les camps portent l'uniforme brun avec la tête de mort ainsi que l'insigne du grade sur le col et un brassard portant le nom du régiment. Par contre, les membres des Totenkopfverbände qui ne sont pas en service actif dans les camps mais qui sont envoyés en patrouille ou en stage continuent à porter l'uniforme noir de la Allgemeine SS.
Le décret d'Hitler du 17 août 1938, parfois considéré comme « l'acte de naissance » de la Waffen-SS, donne une existence formelle à ce processus d'émancipation des unités Totenkopf, entamé depuis 1934. Il prévoit le renforcement des unités Totenkopf, qui ne sont, comme la troupe à la disposition de la SS, « ni une partie de la Wehrmacht, ni une partie de la police », mais « une troupe armée [qui] mène des missions particulières de nature policière ».

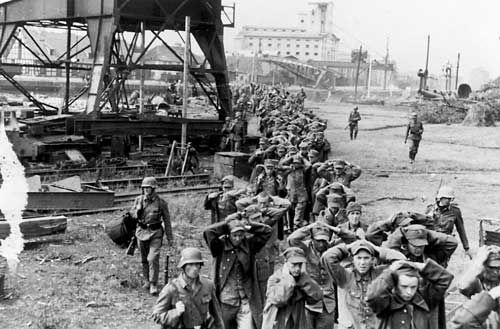
Soldats polonais prisonniers après leur reddition le 7 septembre 1939, à Westerplatte.

La première mission militaire d'unités Totenkopf est peu connue, mais montre clairement leur statut d'instrument particulier du Führer. Elle intervient dès septembre 1938, lors de la crise des Sudètes. Hitler ordonne à Eicke d'occuper avec deux escadrons l'arrondissement frontalier de Aš, sur le sol tchécoslovaque et en complète violation du droit international, ce dont les protagonistes sont bien conscients : les SS ont reçu l'ordre de n'emporter aucun papier d'identité. La mission d'Eicke consistait, dans l'éventualité d'un échec lors de la conférence de Munich, à mettre en scène des incidents frontaliers qui auraient alors fourni un prétexte à l'intervention de la Wehrmacht et au déclenchement de la guerre. Des unités Totenkopf participent également plus tard au démantèlement de la Tchécoslovaquie, Eicke entre dans Prague le 16 mars 1939.
En janvier 1939, Hitler ordonne personnellement à Eicke de créer un « foyer SS » dans la ville démilitarisée de Dantzig, placée sous la protection de la Société des Nations. Sept-cents hommes des unités Totenkopf sont acheminés par bateau de Swinemünde à Dantzig en juin 1939, leurs armes et véhicules maquillés. Eicke se rend lui-même en civil dans la ville. Ces hommes jouent un rôle décisif le 1er septembre 1939 dans la bataille de Westerplatte, qui prépare immédiatement l'invasion de la Pologne et le déclenchement de la Seconde Guerre mondiale.
Le 1er octobre 1939 Eicke compose à Dachau sa « propre » SS-Totenkopf-Division : la 3e Panzerdivision SS Totenkopf. Le camp de Dachau est même évacué un moment pour servir de camp de formation militaire à sa division. Le 1er novembre la formation est accomplie et la division prête à servir.
La transformation d’une partie des SS-Totenkopfverbände, c'est-à-dire du personnel issu de la supervision des camps de concentration, en vue d'en faire des unités aptes à combattre sur le front pour constituer la division SS « Totenkopf », est un objectif personnel de Theodor Eicke dès le milieu des années 1930. En dépit de son rejet de tout ce qui est militaire, il se conçoit comme « un soldat politique du Führer », et non pas comme un « directeur de prison ». Il confie donc dès 1936 à Richard Glücks, qui lui succède officiellement en juillet 1939 en tant qu'inspecteur des camps, l’intérim de l'IKL. Cependant, Eicke ne cesse de considérer, jusqu'à sa mort, le complexe des camps de concentration comme son domaine personnel, aussi bien pour son intérêt privé — il conserve pendant la durée de la guerre le service de deux détenus et celui de deux gardes SS pour sa villa d'Oranienburg — que, surtout, comme source de revenus pour les unités Totenkopf. Avant même sa prise de fonction comme commandant de la SS-division Totenkopf et lieutenant-général de la Waffen-SS en novembre 1939, il mobilise tous ses contacts au sein de la SS pour assurer un bon équipement à sa division, notamment en termes d'armes antichars, pour la motoriser et la doter d'un groupe de reconnaissance, y compris en recourant au vol et au pillage des ressources de l'inspection des camps de concentration.
Bien que dans le cadre du service militaire obligatoire le fait de servir les SS-Verfügungstruppen au lieu de servir dans les rangs de la Wehrmacht était accepté, il était exclu que les membres des Totenkopfverbände servent dans la Wehrmacht - le commandement de la Wehrmacht se refusait en effet à reconnaître le service dans les Totenkopfverbände. Mais, comme certains historiens militaires ont pu le constater par la suite, le fait que le service dans les camps n'ait pas été reconnu comme service militaire a rendu le contrôle et l'influence de la Wehrmacht sur ces unités impossibles. Ainsi, les Totenkopfverbände sont restées de fait plongées dans un vide légal dans le cadre duquel Theodor Eicke a pu faire ce qu'il entendait.

## Tableau des régiments
| SS-Totenkopfstandarte | Camp d'attachement/Lieu de fondation | SS-Totenkopfstandarte         | Camp d'attachement/Lieu de fondation |
| --------------------- | ------------------------------------ | ----------------------------- | ------------------------------------ |
| I "Oberbayern"        | Dachau                               | X                             | Weimar-Buchenwald                    |
| II "Brandenburg"      | Sachsenhausen                        | XI                            | Radom                                |
| III "Thüringen"       | Weimar-Buchenwald                    | XII                           | Posen                                |
| IV "Ostmark"          | Mauthausen                           | XIII                          | Vienne                               |
| V "Dietrich Eckart"   | Oranienbourg                         | XIV                           | Weimar-Buchenwald                    |
| VI                    | Prag                                 | XV                            | Plock                                |
| VII                   | Brünn                                | XVI                           | Dachau                               |
| VIII                  | Krakau                               | "Kirkenes"                    | Kirkenes                             |
| IX                    | Danzig                               | Reseve-Standarte "Oberbayern" | Dachau                               |

Le 25 février 1941, les dénominations SS-Totenkopfstandarten sont officiellement abandonnées pour la dénomination SS-Standarten. Seule la 3e Panzerdivision SS Totenkopf garde la dénomination Totenkopf-Standarte par tradition.